# 奔富角
62°59′S 60°35′W / 62.983°S 60.583°W
奔富角是南極洲的海岬，位於南設得蘭群島的欺骗岛，是捕鯨者灣入口處的西北部，以英國海軍少校命名，現時由南極條約體系管理。